# Pseudokoroga spongiophila
Pseudokoroga spongiophila is een vlokreeftensoort uit de familie van de Lysianassidae. De wetenschappelijke naam van de soort is voor het eerst geldig gepubliceerd in 2004 door Lörz & De Broyer.